# 托馬斯·倫德
托馬斯·倫德（丹麥語：Thomas Lund，1968年8月2日—），是丹麥退役男子羽球運動員。
托馬斯·倫德是1990年代世界領先的雙打專家之一，尤其是混合雙打。在1991年IBF世界錦標賽上，他是男子雙打和混合雙打的銀牌得主。在1993年和1995年，他在IBF世界錦標賽中連續兩次獲得金牌，第一次的搭檔是瑞典選手卡翠娜·本特松，第二次是他的同胞馬琳·湯姆森。從1990年到1994年，倫德在現已停辦的世界羽球大獎賽總決賽上與三個不同的合作夥伴連續五次獲得混合雙打冠軍。在著名的全英羽球錦標賽中，男子雙打（1993年）和混合雙打（1993年、1995年）都獲得了冠軍頭銜。倫德於2008年入選世界羽毛球名人堂。
2009年6月，托馬斯·倫德擔任羽毛球世界聯合會（BWF）首席營運長。2012年5月，因修改規章，他被重新任命為BWF秘書長。

## 外部連結
- 托馬斯·倫德在BWFBadminton.com（英语）
- 托馬斯·倫德在BWF.TournamentSoftware.com（英语）
- 托馬斯·倫德在Olympics.com（英语）
- 托馬斯·倫德在Olympedia（英语）